# Ebbe Carlsson
Pour les articles homonymes, voir Carlsson.
Nils Ebbe Knut Carlsson, né le 28 septembre 1947 à Göteborg et mort le 3 août 1992 à Stockholm, est un journaliste et éditeur suédois, connu en particulier pour son rôle dans le scandale politico-judiciaire qui porte son nom, l'affaire Ebbe Carlsson.
Carlsson entame sa carrière comme journaliste dans la presse écrite, et son aptitude à nouer des relations et à tisser des liens fait des merveilles lorsqu'il travaille à partir de 1971 au bureau stockholmois du quotidien GHT. Il fait la connaissance de plusieurs personnalités socio-démocrates au sein de l'appareil gouvernemental. Après le dépôt de bilan du quotidien, il entre comme secrétaire à l'information au ministère de la Justice, sous la responsabilité des ministres Lennart Geijer et Carl Lidbom. En 1979, il devient éditeur, et se fait vite un nom dans le monde de la publication littéraire. Après l'assassinat d'Olof Palme, il est chargé, en dehors de tout cadre juridique précis, d'une enquête sur une éventuelle piste kurdo-iranienne. Le scandale qui éclate le 1er juin 1988 conduit notamment à la démission de la ministre de la Justice Anna-Greta Leijon.
Ebbe Carlsson est l'une des premières personnalités suédoises à avoir déclaré publiquement être atteinte du sida. Il en est mort en 1992.

## Jeunesse
Carlsson grandit rue Kronotorpsgatan sur l'ile de Hisingen à Göteborg, auprès de ses parents et de deux grandes sœurs - il est le fils tant attendu. Encore lycéen, il entre en contact via ses professeurs avec Margareta Artsman, qui est alors secrétaire de rédaction au quotidien Göteborgs-Tidningen, et grâce à qui il obtient en 1966 un stage au sein de la rédaction du journal.
Carlsson manifeste très tôt son talent pour tisser des liens avec les adultes, aussi bien parmi les enseignants de son lycée qu'au Göteborgs-Tidningen. Il brille par son assurance et son don pour les relations sociales. À cette époque, il fait notamment la connaissance du journaliste Bo Åkermark, qui dispose d'un large réseau de connaissance après son passage à l'association antialcoolique des jeunes étudiants suédois (SSUH). Son baccalauréat en poche, Carlsson monte à Stockholm, où il obtient un stage d'été au quotidien Dagens Nyheter. À la fin de l'été, il se retrouve toutefois sans occupation, et se rend à Copenhague pour y étudier les mathématiques.

## Carrière journalistique
À la fin de 1968, Ebbe Carlsson entre à la rédaction du quotidien Sydsvenska Dagbladet à Malmö, pour un stage de quatre mois qui se transforme bientôt en poste permanent comme reporter généraliste, avec une spécialisation sur les affaires criminelles. Le réseau qu'il se créé alors est composé de personnes telles que Torgny Wärn, Ulf Mörling, Fredrik Roos et Claire Wikholm. Il fréquente aussi le propriétaire et rédacteur en chef du journal, Olof Wahlgren. Son travail s'oriente petit à petit vers l'actualité économique et sociale. Ses relations avec Walhgren lui valent des inimitiés lorsqu'à la fin de l'été 1970, il est accusé d'avoir établi pour son patron une liste des membres de la rédaction et de leurs opinions politiques, accompagnée de recommandations sur les employés à licencier en priorité. Carlsson reconnait avoir établi une telle liste, mais pour son propre usage, et affirme qu'il ne l'a pas communiquée à la direction du quotidien.
Carlsson ne cache pas qu'il est social-démocrate, et à l'automne 1970 il reçoit une offre pour rejoindre le quotidien Folkbladet à Norrköping, en tant que journaliste senior. Il donne tout d'abord son accord, puis se ravise, et entre comme secrétaire de presse à la confédération syndicale des cadres suédois (SACO) à Stockholm, sous l'injonction de son président Bertil Östergren. En janvier 1971, Carlsson emménage à Djurgården dans un logement appartenant à un ami de Bo Åkermark, l'ingénieur Leif Backéus. Pendant le printemps 1971, Östergren appelle ses adhérents à cesser le travail lors d'une série de grèves. Le gouvernement réplique avec une mesure d'astreinte, qui ordonne aux grévistes de reprendre le travail. Le mécontentement des membres du syndicat rejaillit sur Östergren, qui choisit de démissionner en octobre 1971. Carlsson est quant à lui déjà parti : il est entré à la rédaction stockholmoise du quotidien GHT, en tant que journaliste spécialiste de l'économie et de la politique nationale.
À partir de la fin de l'été 1971, Carlsson commence à rendre des visites régulières au siège du gouvernement, qui se situe alors place Mynttorget. Sans y avoir nécessairement de mission précise, il s'assoit dans la salle d'attente et y discute avec les fonctionnaires. Il fait ainsi la connaissance de personnalités telles qu'Anders Ferm, collaborateurs du Premier ministre Olof Palme, ou encore du ministre Carl Lidbom, du secrétaire de cabinet et diplomate Sverker Åström ou du secrétaire de presse du Premier ministre, Berit Rollén. Carlsson est friand de ragots politiciens et d'anecdotes, et il arrive bien évidemment que Palme lui-même ait du temps à lui consacrer. Au printemps 1972, Carlsson tente de lancer la publication d'un hebdomadaire social-démocrate, Politiken, mais malgré le soutien de Palme, il n'obtient par les fonds nécessaires en provenance de la confédération syndicale LO.
Le domicile de Carlsson à Djurgården devient bientôt un repaire où se croisent, à l'occasion de fêtes improvisées, amis, camarades de travail, journalistes, hauts fonctionnaires et autres. On y voit en particulier celle qui est alors ministre adjointe à l'Emploi, Anna-Greta Leijon, qui épouse du reste en 1975 le propriétaire des lieux, Leif Backéus. À quelques occasions au cours des années 1970, Olof Palme lui-même rend visite à Carlsson, qui en profite pour se présenter aux yeux du monde comme un ami intime du Premier ministre et de sa famille.

## Secrétaire à l'information
Après le dépôt de bilan du quotidien GHT en 1973, Carlsson fait un passage au journal Dagens Eko de la radio suédoise, puis devient durant l'hiver 1973-1974 secrétaire à l'information des ministres Lennart Geijer et Carl Lidbom. Son bureau étant situé au même étage que celui d'Olof Palme, il est en contact régulier avec le Premier ministre.
Par le biais du préfet de police de Stockholm, Carlsson est en mesure de réquisitionner des véhicules de police. Il en profite aussi bien pour les trajets du Premier ministre vers son domicile de Vällingby, que pour des activités d'ordre privé. Après la prise d'otages à l'ambassade d'Allemagne de l'Ouest à Stockholm, Carlsson se voit reprocher d'avoir mis des bâtons dans les roues des policiers, et d'avoir tenté de prendre le commandement des forces de l'ordre qui entouraient le bâtiment.
Comme secrétaire de presse, Carlsson est aussi chargé d'étouffer l'affaire des écoutes téléphoniques pratiquées par le service de sûreté de l'État (la Säpo) au siège du parti communiste. En 1975, il rédige avec le directeur de la Säpo Hans Holmér un rapport sur l'affaire d'espionnage de l'hôpital Sahlgrenska, qui rejette la responsabilité sur la Säpo. Il s'agit de protéger le service de renseignements IB, dont l'existence a été rendue publique deux ans plus tôt, et les efforts déployés par le parti social-démocrate pour ficher ses opposants d'extrême gauche.
Carlsson intervient également dans des affaires de mœurs impliquant le parti social-démocrate : juste avant l'arrestation de la tenancière de maison close Doris Hopp, il tente d'obtenir de la police l'arrêt de toutes les poursuites. En novembre 1977, l'affaire Geijer éclate : le quotidien Dagens Nyheter affirme dans ses colonnes que le ministre de la Justice Lennart Geijer est un client régulier de la maison close, ce qui aurait été identifié dès 1969 comme un risque pour la sureté de l'État. Dans les pages Débats du quotidien, le Premier ministre Olof Palme nie tout en bloc - c'est Carlsson qui est l'auteur de l'article.

## Éditeur
Après les élections législatives de 1976, et la défaite des socio-démocrates, Olof Palme forme une structure d'opposition au sein du parlement. Mais Carlsson n'en fait pas partie, vraisemblablement parce que Palme le soupçonne d'avoir fait des révélations au quotidien Sydsvenska Dagbladet, au sujet de la résiliation d'un abonnement au magazine Vi. En mai 1975, l'hebdomadaire Vi avait en effet entamé la publication d'une bande dessinée parodique signée Jan Lööf, qui se moquait de Palme et du roi Charles XVI Gustave. En novembre de la même année, Palme avait décidé de mettre un terme à l'abonnement à Vi, ce que Carlsson avait révélé à son ami Ulf Mörling du Sydsvenska Dagbladet. La presse tabloïde s'était alors amusée de la supposée susceptibilité de Palme. Carlsson se voit proposer un emploi de reporter politique au sein de l'agence de presse du consortium A-pressen, mais avec l'aide du ministre Gunnar Sträng, il devient finalement rédacteur en chef du quotidien régional social-démocrate Västgöta-demokraten, dont le siège est situé à Borås. Chargé de moderniser le journal, qui affiche des pertes, il embauche entre autres comme collaborateurs Stig Hadenius et Britta Svensson.
À la fin de 1978, il abandonne son poste de rédacteur en chef pour devenir directeur du quotidien. À la fin de l'été 1979, il accepte toutefois un poste de rédacteur au sein de la maison d'édition Tiden, ce qui lui permet de retourner à Stockholm. Tandis que le responsable de la maison d'édition Anders Ferm est à Vienne, où il siège comme secrétaire général à la commission Palme sur le désarmement, Carlsson prend sa place. Ferm ayant décidé d'acquérir les droits de la suite romanesque de Jean M. Auel, Les Enfants de la Terre, qui connait un grand succès de librairie, Carlsson se retrouve auréolé pour son flair et sa réussite, et il entre à la direction de l'association des éditeurs suédois. Les finances de la maison Tiden sont pourtant mauvaises, et en 1984, elle est en chute libre.
Proche ami de Susanne Bonnier, Carlsson se voit proposer durant l'hiver 1984-1985 le poste de responsable du département Essais au sein de la maison d'édition Bonnier. Il se montre particulièrement talentueux lorsqu'il décide de publier le témoignage de Betty Mahmoody, Jamais sans ma fille, ou encore le roman Tecknens rike de Cecilia Lindqvist, qui obtient en 1989 le prix Auguste. Parallèlement, il devient en 1984 président de la fédération suédoise de canoë.

## L'affaire Ebbe Carlsson
Lorsqu'Olof Palme est assassiné le 28 février 1986, Carlsson est en visite à Paris chez l'ambassadeur Carl Lidbom, qui fête ses soixante ans. Les deux hommes se rendent immédiatement à Chamonix, pour y chercher Mattias Palme, le fils du Premier ministre. De retour à Stockholm, Carlsson appelle plusieurs de ses amis, et leur raconte que l'un des directeurs de la Säpo, Sven-Åke Hjälmroth, lui a affirmé avant son départ pour Paris que l'organisation kurde PKK projetait un assassinat à Stockholm, sans toutefois savoir qui en était la cible. Lorsque l'enquête se met en place, Carlsson est au premier rang : le préfet de police Hans Holmér, qui vient de se séparer de son épouse, habite dans l'appartement de Carlsson à Tantolunden. Lorsque le 3 mars 1986, Holmér se présente devant le Premier ministre par intérim Ingvar Carlsson, il est accompagné d'Ebbe Carlsson.
Les théories d'Ebbe Carlsson sur l'assassinat sont les suivantes :
- le gouvernement iranien a commandité l'assassinat de Palme auprès du PKK, à la suite du refus du gouvernement suédois d'exporter le missile robot 70 vers l'Iran,
- l'assassinat a été décidé en août 1985, lors d'une rencontre entre représentants iraniens et membres du PKK à Damas,
- l'assassinat a été facilité par les négligences de la Säpo, en particulier le fait que Palme n'était pas accompagné de ses gardes du corps au moment des faits,
- des hauts fonctionnaires, parmi lesquels le chef opérationnel de la Säpo Per-Göran Näss, ont tenté activement de discréditer la piste du PKK, et ceci afin de ne pas être accusés de négligence, dans la mesure où ils avaient eu vent d'un projet d'assassinat[10].

Le directeur de la Säpo, Sune Sandström, met un véhicule de police et un garde du corps à la disposition d'Ebbe Carlsson. Jugeant les théories de l'éditeur particulièrement intéressantes, le directeur de la police nationale Nils Erik Åhmansson lui demande de se rendre à Paris pour y rencontrer l'ancien président iranien Abolhassan Bani Sadr. Par le biais de deux agents de la Säpo, Walter Kegö et Jan-Henrik Barrling, Carlsson est tenu au courant des progrès de l'enquête policière.
À l'automne 1987, Anna-Greta Leijon est nommée ministre de la Justice, et l'une de ses premières tâches est la mise en place d'une commission d'enquête sur la Säpo, afin d'établir en particulier si des failles au sein de l'agence ont abouti à ce que Palme, au moment de son assassinat, n'était pas accompagné de ses gardes du corps. À la tête de la commission, on retrouve l'ambassadeur Carl Lidbom, ami personnel d'Ebbe Carlsson, mais aussi du Premier ministre Ingvar Carlsson. Le 27 mars 1988, Ebbe Carlsson rencontre la ministre de la Justice au siège de la maison Bonnier à Stockholm, et a ainsi l'occasion de lui exposer ses théories. Le jour suivant, Leijon en informe le Premier ministre. Il n'est pas établi qu'Ingvar Carlsson ait eu connaissance de ces théories avant cette date, mais l'on sait par contre qu'il avait rencontré Lidbom le 8 décembre 1987 et le 16 mars 1988. Le 9 mai 1988, Ebbe Carlsson présente ses informations sur la piste du PKK à la direction d'enquête, en présence du procureur Jörgen Almblad.
À partir de la mi-mai, le journaliste Per Wendel du quotidien Expressen commence à s'intéresser au rôle de Carlsson dans le travail d'enquête. La police a en effet mis à la disposition de Carlsson un local situé à Södermalm dans le centre de Stockholm, où l'éditeur pense mettre en place un groupe d'enquête civil. Il invite en particulier les journalistes Per Wendel et Jan Mosander à le rejoindre. En essayant de comprendre la position exacte de Carlsson, Wendel découvre l'existence d'une lettre de recommandation signée de la ministre de la Justice Anna-Greta Leijon, affirmant que Carlsson est en mission pour le compte du gouvernement. Ceci est révélé par le quotidien Expressen le 1er juin. Le même jour, tard dans la soirée, le garde du corps de Carlsson est arrêté par la douane de Helsingborg, alors qu'il tente de faire entrer en Suède du matériel d'écoute illégal. Dans les jours qui suivent, l'Expressen poursuit ses révélations sur le rôle de Carlsson, qui recèle un certain nombre d'éléments troublants, voire de délits. Faisant face à une motion de censure au parlement, Anna-Greta Leijon est contrainte à la démission.

## Sexualité, maladie et mort
Ebbe Carlsson est homosexuel. Il multiplie les relations de passage avec des partenaires masculins, en particulier à Copenhague. À la fin du printemps 1985, il apprend qu'il est infecté par le VIH. Pendant l'affaire Ebbe Carlsson, la rumeur circule qu'il ferait partie d'une « conjuration homosexuelle ». Il rejette cette accusation, et reste muet sur ses orientations sexuelles.
Au printemps 1991, il publie son unique livre, le roman à clef Liket i lådan (litt. Le cadavre dans la boîte). Pour avoir importé de façon frauduleuse du matériel d'écoute, il est mis en examen pour contrebande aggravée. Le tribunal de Stockholm le relaxe en juin 1991, mais la cour d'appel de Svea le condamne en février 1992, pour incitation à la contrebande et tentative de contrebande, à cent jours d'amende.
Pendant l'hiver 1991-1992, son état de santé se détériore, et il est contraint de quitter son emploi chez Bonnier. Seuls ses plus proches amis le savent malade du sida, jusqu'à ce qu'il en fasse état publiquement le 30 novembre 1991, lors d'un entretien télévisé avec Stina Dabrowski. Il devient ainsi l'une des premières personnalités suédoises à reconnaître être infectée par le VIH, à une époque où le sida est encore largement associé à l'homosexualité masculine.
À la fin de sa vie, il est soigné au service des malades du sida de l'hôpital de Huddinge. Il prépare minutieusement ses obsèques, et demande dans son testament que le contenu de son ordinateur portable soit effacé, et que tous ses dossiers personnels soient brulés. Son souhait d'être incinéré sur un canoë au centre de Stockholm ne peut toutefois pas être réalisé. Lors de ses obsèques à l'ancien lycée Norra Latin, Hans Holmér et Sverker Åström lui rendent tous deux hommage. Ses cendres sont dispersées dans le bois du souvenir de la vieille église de Lundby.